# Diskografija albuma Madonne
Diskografija albuma američke pjevačice Madonne sadrži dvanaest studijskih albuma, šest kompilacijskih albuma, tri soundtracka, tri live albuma i tri remix albuma. Madonna je 1982. potpisala ugovor s diskografskom kućom Sire Records, kompanijom pod velikom kućom Warner Bros. Recordsom. Nakon uspjeha prva dva singla "Everybody" i "Burninig Up", 1983. je potpisala ugovor o snimanju albuma. Prvi studijski albuma je nazvala po sebi, Madonna. Album je dospio na osmo mjesto američke Billboard 200 ljestvice i zaradio peterostruku platinastu certifikaciju prema RIAA-i. Zatim je slijedio drugi studijski album Like a Virgin (1984.). Album se popeo na vrh ljestvica u nekim zemljama, a u SAD-u je zaradio dijamantnu certifikaciju. True Blue kao treći studijski album izdaje 1986. Album je prodan u više od 24 milijuna primjeraka. Zatim slijede dva albuma koji su dobili platinaste certifikacije u SAD-u: Who's That Girl soundtrack za istoimeni film, i prvi remix album You Can Dance. Iako soundtrack sadrži i pjesme drugih izvođača, prema Billboard 200 i Warner Bros. Recordsu, smatra se Madonninim albumom. Četvrti studijski album Like a Prayer bio je treći Madonnin broj 1 album na Billboard 200.
Madonna je u 1990-e ušla s prvom kompilacijom najvećih hitova The Immaculate Collection. Ovo je bio Madonnin drugi album koji je zaradio dijamantnu certifikaciju. U Ujedinjenom Kraljevstvu je ovo postao najprodavaniji album ženskog izvođača s prodanih više od 3 milijuna kopija. Uslijedio je drugi soundtrack I'm Breathless inspiriran filmom Dick Tracy. Nakon završetka ugovora sa Sire Recordsom, Madonna 1991. potpisuje novi ugovor vrijedan 60 milijuna dolara s Warner Bros. Recordsom. Madonna osniva svoju kuću unutar Warner Brosa, Maverick Records. Prvo madonnino izdanje pod novom kućom je peti studijski album Erotica (1992.). Erotica je dobila dvostruku platinastu certifikaciju u SAD-u, a sveukupno je album prodan u preko 5 milijuna kopija. 1994. slijedi šesti studijski album Bedtime Stories s trostrukom platinastom certifikacijom prema RIAA-i. Something to Remember, kompilaciju balada, izdaje 1995. godine. Kompilacija je zaradila trostruku platinastu certifikaciju i prodana je u sveukupno preko devet milijuna kopija. Njezin treći soundtrack, Evita (1996.), je dobio peterostruku platinastu certifikaciju za 2.5 milijuna prodanih kopija (jer se album duži od 100 minuta računa kao dvostruki album, te se svaki prodani primjerak zbrajao dva puta). Madonnin sedmi studijski album Ray of Light (1998.) je debitirao na 2. mjestu Billboard 200. Album je zaradio četverostruku platinastu certifikaciju u SAD-u, prodan je u više od 20 milijuna primjeraka, a većina se kritičara slagala da je to jedan od najboljih, ako ne i najbolji Madonnin album ikada.
Na početku 2000-ih, Madonna izdaje osmi studijski album Music (2000.), koji je postao prvi Madonnin albuma na prvom mjestu Billboard 200 nakon 11 godina i albuma Like a Prayer. Nakon deset godina od The Immaculate Collection izdaje drugu kompilaciju najvećih hitova GHV2 s hitovima iz 1990-ih. Iako je deveti studijski album American Life bio peti broj jedan na Billboard 200, nije dosegao multi-platinasti status, te je time postao najslabije prodavan Madonnin studijski album. Madonna 2004. prodaje svoj udio u Maverick Recordsu zbog sudskog spora između Mavericka i Warner Brosa. Confessions on a Dance Floor (2005.) je deseti studijski album koji je označen kao veliki Madonnin povratak. Album je bio još jedan broj 1 na Billboard 200 i na svim većim tržištima. 2007. Madonna potpisuje novi desetogodišnji ugovor vrijedan 120 milijuna dolara s Live Nationom. Njezin ugovor s Warner Bros. Recordsom završava s jedanaestim studijskim albumom Hard Candy (2008.), sedmim brojem 1 na američkoj Billboard 200 ljestvici, te s kompilacijom najvećih hitova Celebration (2009.). Madonna je prodala više od 300 milijuna primjeraka svojih albuma i proglašena je najprodavanijim ženskim izvođačem 20. stoljeća. U SAD-u je druga najprodavanija izvođačica, iza Barbre Streisand, sa 64 milijuna prodanih albuma. U UK-u je postala najuspješnija ženska izvođačica s 11 broj 1 albuma. Time se izjednačila s Elvis Presleyom koji je držao najveći broj 1 albuma za samostalnog izvođača.

## Albumi

### Studijski albumi
| 1983                                             | Madonna - Datum: 27. srpnja 1983. - Izdavač: Sire, Warner Bros. - Formati: LP, Picture Disc, Kaseta, CD                                  | 8 | 10 | 15 | 19 | 8 | 28 | — | — | — | 6 | - 10,000,000 - US: 5,000,000 - UK: 850,000 - FRA: 232,500     | - US: 5× Platinasta - AUS: 3× Platinasta - FRA: Platinasta - NJEM: Zlatna - ŠPA: Zlatna - UK: Platinasta |
| 1984                                             | Like a Virgin - Datum: 12. studenog 1984. - Izdavač: Sire, Warner Bros. - Formati: LP, Picture Disc, Kaseta, CD                          | 1 | 2  | 3  | 3  | 2 | 1  | 1 | 1 | 3 | 1 | - 21,000,000 - US: 10,000,000 - UK: 1,640,000 - FRA: 632,700  | - US: 10× Platinasta - AUS: 7× Platinasta - FRA: 2× Platinasta - KAN: Dijamantna - NJEM: 3× Zlatna - ŠPA: Platinasta - ŠVI: 2× Platinasta - UK: 3× Platinasta                                                   |
| 1986                                             | True Blue - Datum: 30. lipnja 1986. - Izdavač: Sire, Warner Bros. - Formati: LP, Picture Disc, Kaseta, CD                                | 1 | 1  | 1  | 1  | 1 | 1  | 1 | 1 | 1 | 1 | - 25,000,000 - US: 7,000,000 - UK: 1,980,000 - FRA: 1,353,100 | - US: 7× Platinasta - AUS: 4× Platinasta - FRA: Dijamantna - KAN: Dijamantna - NJEM: 2× Platinasta - ŠPA: 3× Platinasta - UK: 7× Platinasta                                                                     |
| 1989                                             | Like a Prayer - Datum: 21. ožujka 1989. - Izdavač: Sire, Warner Bros. - Formati: LP, Picture Disc, Kaseta, CD                            | 1 | 4  | 1  | 1  | 1 | 1  | 1 | 1 | 1 | 1 | - 15,000,000 - US: 5,000,000 - UK: 1,270,000 - FRA: 769,500   | - US: 4× Platinasta - AUS: 4× Platinasta - AUT: Platinasta - FRA: 2× Platinasta - KAN: 5× Platinasta - NJEM: 3× Zlatna - ŠPA: 4× Platinasta - ŠVI: 2× Platinasta - UK: 4× Platinasta                            |
| 1992                                             | Erotica - Datum: 20. listopada 1992. - Izdavač: Maverick, Sire, Warner Bros. - Formati: LP, Picture Disc, Kaseta, CD                     | 2 | 1  | 5  | 1  | 1 | 5  | 2 | 5 | 4 | 2 | - 6,000,000 - US: 1,977,000 - UK: 600,000                     | - US: 2× Platinasta - AUS: 3× Platinasta - AUT: Zlatna - KAN: 2× Platinasta - NJEM: Zlatna - ŠPA: Platinasta - ŠVI: Zlatna - UK: 2× Platinasta                                                                  |
| 1994                                             | Bedtime Stories - Datum: 25. listopada 1994. - Izdavač: Maverick, Sire, Warner Bros. - Formati: LP, Picture Disc, Kaseta, CD             | 3 | 1  | 7  | 2  | 2 | 4  | 2 | 5 | 4 | 2 | - 8,000,000 - US: 2,507,000 - UK: 400,000 - FRA: 277,400      | - US: 3× Platinasta - AUS: 2× Platinasta - AUT: Zlatna - EU: 2× Platinasta - FRA: 2× Zlatna - KAN: 2× Platinasta - NJEM: Platinasta - ŠPA: Platinasta - ŠVI: Zlatna - UK: Platinasta                            |
| 1998                                             | Ray of Light - Datum: 3. ožujka 1998. - Izdavač: Maverick, Warner Bros. - Formati: LP, Kaseta, CD, Digitalni download                    | 2 | 1  | 2  | 2  | 2 | 1  | 1 | 1 | 1 | 1 | - 20,000,000 - US: 4,359,000 - UK: 1,710,000 - FRA: 925,400   | - US: 4× Platinasta - AUS: 3× Platinasta - AUT: 2× Platinasta - EU: 7× Platinasta - FRA: 3× Platinasta - KAN: 7× Platinasta - NJEM: 3× Platinasta - ŠPA: 3× Platinasta - ŠVI: 3× Platinasta - UK: 6× Platinasta |
| 2000                                             | Music - Datum: 19. rujna 2000. - Izdavač: Maverick, Warner Bros. - Formati: LP, Kaseta, CD, Digitalni download                           | 1 | 2  | 1  | 1  | 1 | 1  | 1 | 2 | 1 | 1 | - 15,000,000 - US: 3,022,000 - UK: 1,628,000 - FRA: 760,031   | - US: 3× Platinasta - AUS: 3× Platinasta - AUT: Platinasta - EU: 5× Platinasta - FRA: 2× Platinasta - KAN: 3× Platinasta - NJEM: 2× Platinasta - ŠPA: 2× Platinasta - ŠVI: 2× Platinasta - UK: 5× Platinasta    |
| 2003                                             | American Life - Datum: 22. travnja 2003. - Izdavač: Maverick, Warner Bros. - Formati: LP, Kaseta, CD, Digitalni download                 | 1 | 3  | 1  | 1  | 1 | 1  | 1 | 2 | 1 | 1 | - 5,000,000 - US: 680,000 - UK: 340,000 - FRA: 474,695        | - US: Platinasta - AUS: Platinasta - EU: Platinasta - FRA: Platinasta - KAN: Platinasta - NJEM: Platinasta - ŠVI: Platinasta - UK: Platinasta                                                                   |
| 2005                                             | Confessions on a Dance Floor - Datum: 15. studenog 2005. - Izdavač: Warner Bros. - Formati: Dvostruki LP, Kaseta, CD, Digitalni download | 1 | 1  | 1  | 1  | 1 | 1  | 1 | 1 | 1 | 1 | - 12,000,000 - US: 1,703,000 - UK: 1,345,000 - FRA: 749,997   | - US: Platinasta - AUS: 2× Platinasta - EU: 4× Platinasta - FRA: Dijamantna - KAN: 5× Platinasta - NJEM: 3× Platinasta - ŠPA: 2× Platinasta - ŠVI: 3× Platinasta - UK: 4× Platinasta                            |
| 2008                                             | Hard Candy - Datum: 29. travnja 2008. - Izdavač: Warner Bros. - Formati: Dvostruki LP, Kaseta, CD, Digitalni download                    | 1 | 1  | 1  | 1  | 1 | 1  | 1 | 1 | 1 | 1 | - 4,000,000 - US: 744,000 - UK: 336,000 - FRA: 214,760        | - US: Zlatna - AUS: Platinasta - AUT: Platinasta - EU: Platinasta - FRA: Platinasta - ITA: 2× Platinasta - KAN: Platinasta - NJEM: Platinasta - ŠPA: Zlatna - ŠVI: Platinasta - UK: Zlatna                      |
| 2012                                             | MDNA - Datum: 23. ožujka 2012. - Izdavač: Live Nation, Interscope - Formati: LP, CD, Digitalni download                                  | 1 | 1  | 3  | 1  | 2 | 3  | 1 | 1 | 2 | 1 | - 2,000,000 - US: 526,531 - UK: 135,000 - FRA: 100,000        | - US: Zlatna - AUS: Zlatna - AUT: Zlatna - FRA: Platinasta - ITA: Platinasta - NJEM: Zlatna - ŠPA: Zlatna - UK: Zlatna                                                                                          |
| 2015                                             | Rebel Heart |   |    |    |    |   |    |   |   |   |   |                                                               | |
| 2019                                             | Madame X |   |    |    |    |   |    |   |   |   |   |                                                               | |
| "—" nije se pojavilo na ljestvici ili nije izdan | |   |    |    |    |   |    |   |   |   |   |                                                               | |

### Filmska glazba
| 1987                                             | Who's That Girl - Datum: 21. srpnja 1987. - Izdavač: Sire, Warner Bros. - Formati: LP, Picture Disc, Kaseta, CD           | 7 | 24 | 5 | 4 | 2 | 1 | 2 | 4  | 4 | 4 | - 6,000,000 - US: 1,500,000 - UK: 320,000 - FRA: 668,300 | - US: Platinasta - AUS: Zlatna - FRA: 2× Platinasta - NJEM: Zlatna - ŠPA: Platinasta - UK: Platinasta                                                           |
| 1990                                             | I'm Breathless - Datum: 22. svibnja 1990. - Izdavač: Sire, Warner Bros. - Formati: LP, Picture Disc, Kaseta, CD           | 2 | 1  | 5 | 2 | 3 | 1 | 2 | 2  | 3 | 2 | - 7,000,000 - US: 3,000,000 - UK: 300,000 - FRA: 411,900 | - US: 2× Platinasta - AUS: 2× Platinasta - AUT: Zlatna - FRA: 2× Zlatna - KAN: 2× Platinasta - NJEM: Zlatna - ŠPA: 2× Platinasta - ŠVI: Zlatna - UK: Platinasta |
| 1996                                             | Evita[A] - Datum: 25. listopada 1996. - Izdavač: Warner Bros. - Formati: LP, Picture Disc, Kaseta, CD, Digitalni download | 2 | 5  | 1 | 5 | 2 | 2 | 2 | 16 | 1 | 1 | - 11,000,000 - US: 2,000,000 - UK: 650,000               | - US: 5× Platinasta - AUS: Platinasta - AUT: 2× Platinasta - EU: 2× Platinasta - NJEM: Platinasta - ŠPA: Zlatna - ŠVI: Platinasta - UK: 2× Platinasta           |
| "—" nije se pojavilo na ljestvici ili nije izdan | |   |    |   |   |   |   |   |    |   |   |                                                          | |

### Kompilacije
| 1987                                             | You Can Dance - Datum: 17. studenog 1987. - Izdavač: Sire, Warner Bros. - Formati: LP, Picture Disc, Kaseta, CD                                | 14  | 13 | 13 | 11 | 2 | 13 | 1 | 16 | 11 | 5 | - 5,000,000 - US: 1,265,000 - UK: 300,000 - FRA: 414,700          | - US: Platinasta - AUS: Platinasta - FRA: Platinasta - NJEM: Zlatna - ŠPA: Platinasta - UK: Platinasta                                                                                      |
| 1990                                             | The Immaculate Collection - Datum: 9. studenog 1990. - Izdavač: Sire, Warner Bros. - Formati: LP, Picture Disc, Kaseta, CD, Digitalni download | 2   | 1  | 6  | 1  | 2 | 10 | 2 | 5  | 3  | 1 | - 30,000,000 - US: 10,000,000[B] - UK: 3,610,000 - FRA: 1,114,700 | - US: 10× Platinasta - AUS: 12× Platinasta - AUT: Platinasta - FRA: Dijamantna - KAN: 7× Platinasta - NJEM: 3× Zlatna - ŠPA: 3× Platinasta - ŠVI: Platinasta - UK: 12× Platinasta           |
| 1995                                             | Something to Remember - Datum: 7. studenog 1995. - Izdavač: Maverick, Warner Bros. - Formati: LP, Picture Disc, Kaseta, CD                     | 6   | 1  | 1  | 4  | 3 | 2  | 1 | 6  | 7  | 3 | - 10,000,000 - US: 2,268,000 - UK: 1,040,000 - FRA: 203,000       | - US: 3× Platinasta - AUS: 4× Platinasta - AUT: Platinasta - EU: 3× Platinasta - FRA: 2× Zlatna - KAN: 2× Platinasta - NJEM: Platinasta - ŠPA: Zlatna - ŠVI: Platinasta - UK: 3× Platinasta |
| 2001                                             | GHV2 - Datum: 13. studenog 2001. - Izdavač: Maverick, Warner Bros. - Formati: LP, Picture Disc, Kaseta, CD, Digitalni download                 | 7   | 3  | 1  | 11 | 2 | 3  | 7 | 3  | 3  | 2 | - 7,000,000 - US: 1,478,000 - UK: 804,076 - FRA: 354,400          | - US: Platinasta - AUS: Platinasta - EU: 2× Platinasta - FRA: Platinasta - KAN: Platinasta - NJEM: Platinasta - ŠPA: 2× Platinasta - ŠVI: Platinasta - UK: 2× Platinasta                    |
| 2003                                             | Remixed & Revisited[C] - Datum: 24. studenog 2003. - Izdavač: Maverick, Warner Bros. - Formati: CD                                             | 115 | —  | —  | —  | — | —  | — | —  | 80 | — | - US: 115,000                                                     | |
| 2009                                             | Celebration - Datum: 18. rujna 2009. - Izdavač: Warner Bros. - Formati: CD, Digitalni download                                                 | 7   | 6  | 4  | 1  | 1 | 1  | 1 | 2  | 3  | 1 | - 4,000,000 - US: 376,000 - UK: 540,000 - FRA: 100,000            | - US: Zlatna - AUS: Zlatna - EU: Platinasta - FRA: Platinasta - ITA: 2× Platinasta - NJEM: Platinasta - ŠPA: Zlatna - ŠVI: Zlatna - UK: Platinasta                                          |
| "—" nije se pojavilo na ljestvici ili nije izdan | |     |    |    |    |   |    |   |    |    |   |                                                                   | |

### Live albumi
| Godina | Album | Najviša pozicija | Najviša pozicija | Najviša pozicija | Najviša pozicija | Najviša pozicija | Najviša pozicija | Najviša pozicija | Najviša pozicija | Najviša pozicija | Najviša pozicija | Prodaja                                              | Certifikacija                                                           |
| Godina | Album | US               | AUS              | AUT              | KAN              | FRA              | NJEM             | ITA              | ŠPA              | ŠVI              | UK               | Prodaja                                              | Certifikacija                                                           |
| ------ | --- | ---------------- | ---------------- | ---------------- | ---------------- | ---------------- | ---------------- | ---------------- | ---------------- | ---------------- | ---------------- | ---------------------------------------------------- | ----------------------------------------------------------------------- |
| 2006   | I'm Going to Tell You a Secret - Datum: 20. lipnja 2006. - Izdavač: Warner Bros - Formati: CD, DVD, Digitalni download | 33               | 1                | 12               | 4                | 8                | 8                | 1                | 1                | 7                | 18               | - 1,000,000 - US: 85,000 - UK: 40,000 - FRA: 53,000  | - AUS: Platinasta - FRA: Zlatna - NJEM: Zlatna - ŠPA: Platinasta        |
| 2007   | The Confessions Tour - Datum: 30. siječnja 2007. - Izdavač: Warner Bros. - Formati: CD, DVD, Digitalni download        | 15               | 1                | 2                | 2                | 1                | 2                | 1                | 1                | 2                | 7                | - 1,200,000 - US: 148,000 - UK: 50,000 - FRA: 44,000 | - AUS: Platinasta - AUT: Platinasta - NJEM: 2× Platinasta - UK: Srebrna |
| 2010   | Sticky & Sweet Tour - Datum: 29. ožujka 2010. - Izdavač: Warner Bros. - Formati: DVD, Blu-ray, CD, Digitalni download  | 10               | 3                | 3                | 3                | 6                | 11               | 2                | 3                | 5                | 17               | - 650,000 - US: 82,000 - UK: 30,000 - FRA: 41,700    | - AUS: Zlatna - FRA: Zlatna - ITA: Zlatna - NJEM: Zlatna                |

Napomena
- A ^  Izdanje u svijetu: 1-CD. Izdanje u SAD-u: 2-CD (broji se kao dva albuma). RIAA broji albume duže od 100 minuta kao 2 albuma.[104]
- B ^  Ne uključije prodaju albuma prije 25. svibnja 1991. Nakon toga datuma, prodaju albuma u Sjedinjenim Državama počinje brojiti Nielsen SoundScan.[105]
- C ^  Ovaj EP se u nekim državam smatra kao singl a u drugima kao album.[106][107][108]

## Ostali kompilacijski albumi
| Godina | Album                                                                                               | Napomena |
| ------ | --------------------------------------------------------------------------------------------------- | --- |
| 1989   | Madonna 1983–1989 - Datum: 20. rujna 1989. - Izdavač: Sire, Warner Bros. - Formati: LP, CD          | - Kompilacija najvećih hitova izdana u rujnu 1989. u Japanu za DJ-eve i trgovce. Re-izdanje je doživjela u svibnju 1990. dodatnim pjesmama, "Vogue" (1990.) i "Keep It Together" (1990.). Kompilacija je preimenovana u Madonna 1983-1990. |
| 1991   | The Holiday Collection - Datum: 2. lipnja 1991. - Izdavač: Sire, Warner Bros. - Formati: CD, Kaseta | - Limitirano EP izdanje u UK kao pratnja re-izdanju pjesme "Holiday" (1983.). Izdanje sadrži tri pjesme s kompilacije The Immaculate Collection (1990): "True Blue" (1986), "Who's That Girl" (1987) i "Causing a Commotion" (1987).       |

## Ostali remix albumi
| Godina | Album | Napomena |
| ------ | --- | --- |
| 1989   | Remixed Prayers - Datum: 23. kolovoza 1989. - Izdavač: Sire, Warner Bros. - Formati: LP, CD               | - Remix mini-album izdan u Japanu koji sadrži obrade pjesama "Like a Prayer" (1989) i "Express Yourself" (1989). |
| 2001   | GHV2 Remixed: The Best of 1991-2001 - Datum: 20. studenog 2001. - Izdavač: Warner Bros. - Formati: LP, CD | - Promotivni remix album s obradama pjesama s kompilacije GHV2 (2001.)                                           |
| 2006   | Confessions Remixed - Datum: 11. travnja 2006. - Izdavač: Warner Bros. - Formati: 3 x Vinyl, CD           | - Limitirano remix vinyl izdanje kao pratnja albumu Confessions on a Dance Floor (2005.).                        |